# Every Little Thing She Does Is Magic
Every Little Thing She Does Is Magic is een nummer van de Britse band The Police. Sting had in Mike Howlett's woning in de herfst van 1976 al een demo van dit nummer opgenomen. Het is in thuisland het Verenigd Koninkrijk de tweede single van hun vierde studioalbum Ghost in the Machine uit 1981. Op 14 september dat jaar werd het nummer eerst in Nederland en België op single uitgebracht. Op 2 november dat jaar volgden de rest van Europa, Australië, Nieuw-Zeeland, Barbados, Zuid-Afrika, Zimbabwe, Japan, de Filipijnen, Peru, Costa Rica, Argentinië, Brazilië, de VS en Canada.
Dit nummer is het enige op het vierde studioalbum dat niet werd opgenomen op het Caraïbisch eiland Montserrat, maar in Quebec, Canada. Toch wordt de videoclip die bij de single hoort, wél daar opgenomen.

## Achtergrond
De plaat werd in een aantal landen een grote hit. In thuisland het Verenigd Koninkrijk werd de nummer 1-positie bereikt in de UK Singles Chart. Ook in Canada werd de nummer 1-positie bereikt, Australië de 2e, Nieuw-Zeeland de 7e, Zuid-Afrika de 12e, de VS de 3e en in Duitsland de 21e positie.
In Nederland werd de plaat veel gedraaid op Hilversum 3 en werd een gigantische hit in de destijds drie landelijke hitlijsten op de nationale publieke popzender. De plaat bereikte de nummer 1-positie in zowel de Nederlandse Top 40, Nationale Hitparade als de TROS Top 50. Ook in de Europese hitlijst op Hilversum 3, de TROS Europarade, werd de nummer 1-positie bereikt.
In België bereikte de plaat de 3e positie in zowel de voorloper van de Vlaamse Ultratop 50 als de Vlaamse Radio 2 Top 30. In Wallonië werd géén notering behaald.
Sinds de allereerste editie in december 1999 staat de plaat onafgeboken genoteerd in de jaarlijkse NPO Radio 2 Top 2000 van de Nederlandse publieke radiozender NPO Radio 2, met als hoogste notering tot nu toe een 540e positie in 1999.

## Hitnoteringen

### Nederlandse Top 40
| Hitnotering: 26-09-1981 t/m 26-12-1981 | Hitnotering: 26-09-1981 t/m 26-12-1981 | Hitnotering: 26-09-1981 t/m 26-12-1981 | Hitnotering: 26-09-1981 t/m 26-12-1981 | Hitnotering: 26-09-1981 t/m 26-12-1981 | Hitnotering: 26-09-1981 t/m 26-12-1981 | Hitnotering: 26-09-1981 t/m 26-12-1981 | Hitnotering: 26-09-1981 t/m 26-12-1981 | Hitnotering: 26-09-1981 t/m 26-12-1981 | Hitnotering: 26-09-1981 t/m 26-12-1981 | Hitnotering: 26-09-1981 t/m 26-12-1981 | Hitnotering: 26-09-1981 t/m 26-12-1981 | Hitnotering: 26-09-1981 t/m 26-12-1981 | Hitnotering: 26-09-1981 t/m 26-12-1981 | Hitnotering: 26-09-1981 t/m 26-12-1981 | Hitnotering: 26-09-1981 t/m 26-12-1981 |
| Week                                   | 1                                      | 2                                      | 3                                      | 4                                      | 5                                      | 6                                      | 7                                      | 8                                      | 9                                      | 10                                     | 11                                     | 12                                     | 13                                     | 14                                     |                                        |
| -------------------------------------- | -------------------------------------- | -------------------------------------- | -------------------------------------- | -------------------------------------- | -------------------------------------- | -------------------------------------- | -------------------------------------- | -------------------------------------- | -------------------------------------- | -------------------------------------- | -------------------------------------- | -------------------------------------- | -------------------------------------- | -------------------------------------- | -------------------------------------- |
| Nummer                                 | 24                                     | 16                                     | 7                                      | 4                                      | 2                                      | 2                                      | 1                                      | 1                                      | 1                                      | 2                                      | 4                                      | 14                                     | 20                                     | 40                                     | uit                                    |

### Nationale Hitparade
| Hitnotering: 03-10-1981 t/m 26-12-1981 | Hitnotering: 03-10-1981 t/m 26-12-1981 | Hitnotering: 03-10-1981 t/m 26-12-1981 | Hitnotering: 03-10-1981 t/m 26-12-1981 | Hitnotering: 03-10-1981 t/m 26-12-1981 | Hitnotering: 03-10-1981 t/m 26-12-1981 | Hitnotering: 03-10-1981 t/m 26-12-1981 | Hitnotering: 03-10-1981 t/m 26-12-1981 | Hitnotering: 03-10-1981 t/m 26-12-1981 | Hitnotering: 03-10-1981 t/m 26-12-1981 | Hitnotering: 03-10-1981 t/m 26-12-1981 | Hitnotering: 03-10-1981 t/m 26-12-1981 | Hitnotering: 03-10-1981 t/m 26-12-1981 | Hitnotering: 03-10-1981 t/m 26-12-1981 | Hitnotering: 03-10-1981 t/m 26-12-1981 |
| Week                                   | 1                                      | 2                                      | 3                                      | 4                                      | 5                                      | 6                                      | 7                                      | 8                                      | 9                                      | 10                                     | 11                                     | 12                                     | 13                                     |                                        |
| -------------------------------------- | -------------------------------------- | -------------------------------------- | -------------------------------------- | -------------------------------------- | -------------------------------------- | -------------------------------------- | -------------------------------------- | -------------------------------------- | -------------------------------------- | -------------------------------------- | -------------------------------------- | -------------------------------------- | -------------------------------------- | -------------------------------------- |
| Nummer                                 | 46                                     | 4                                      | 7                                      | 5                                      | 6                                      | 2                                      | 1                                      | 2                                      | 2                                      | 3                                      | 8                                      | 25                                     | 44                                     | uit                                    |

### TROS Top 50
Hitnotering: 24-09-1981 t/m 24-12-1981. Hoogste notering: #1 (3 weken).

### TROS Europarade
Hitnotering: 25-10-1981 t/m 14-02-1982. Hoogste notering: #1 (3 weken).

### NPO Radio 2 Top 2000
| Nummer met noteringen in de NPO Radio 2 Top 2000 | '99 | '00 | '01 | '02 | '03 | '04 | '05 | '06 | '07  | '08 | '09 | '10 | '11 | '12 | '13 | '14 | '15 | '16 | '17 | '18 | '19 | '20 | '21 | '22 | '23 | '24 |
| ------------------------------------------------ | --- | --- | --- | --- | --- | --- | --- | --- | ---- | --- | --- | --- | --- | --- | --- | --- | --- | --- | --- | --- | --- | --- | --- | --- | --- | --- |
| Every Little Thing She Does Is Magic             | 540 | 606 | 677 | 721 | 643 | 679 | 911 | 989 | 1136 | 857 | 872 | 822 | 816 | 684 | 550 | 686 | 753 | 799 | 773 | 938 | 817 | 831 | 823 | 846 | 951 | 945 |

1. ↑  Een vetgedrukt getal geeft de hoogste notering aan.